# Liste von Automuseen in Spanien

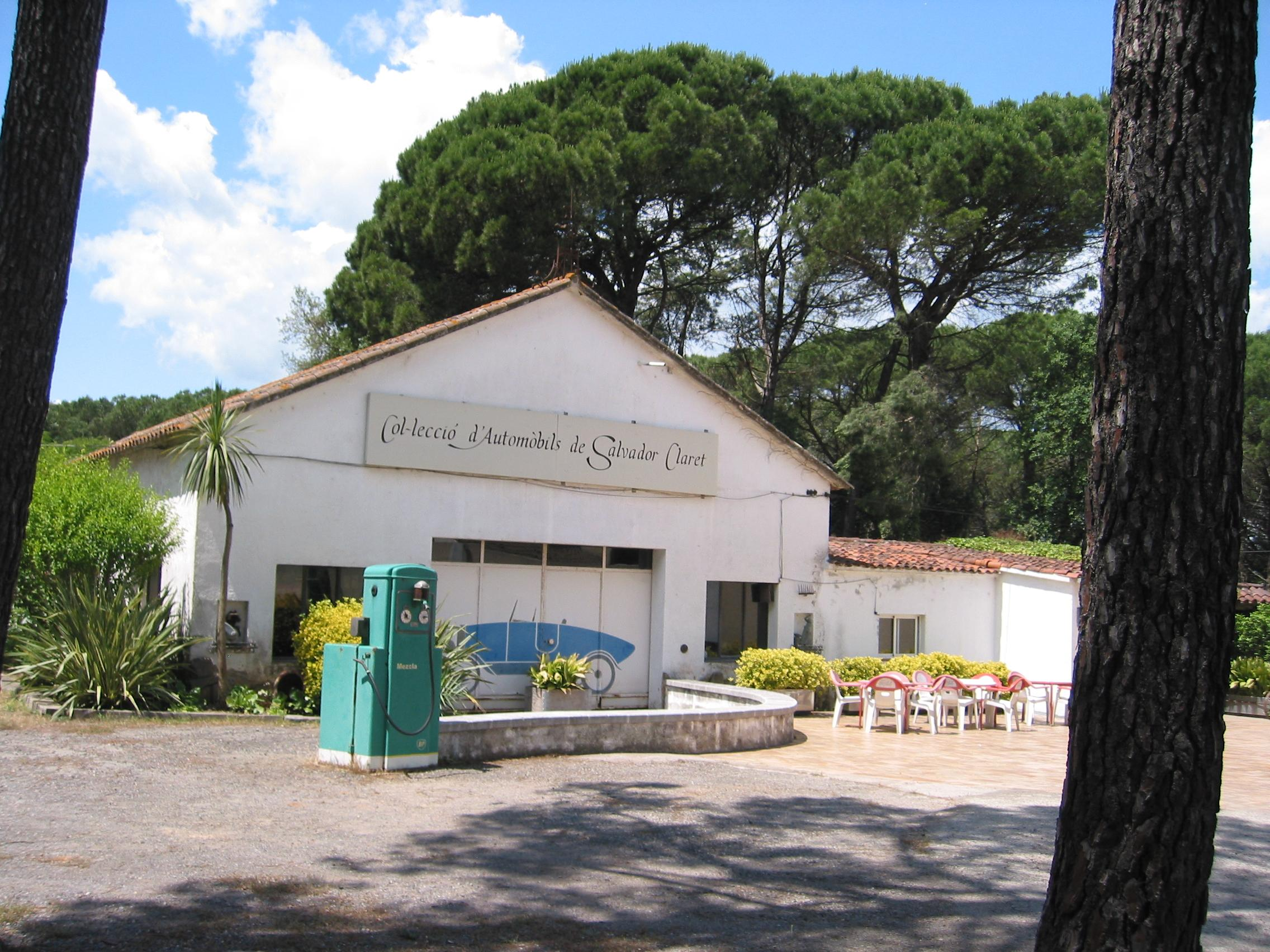
Col·lecció d’Automòbils de Salvador Claret in Sils

Die Automuseen in Spanien sind üblicherweise ganzjährig geöffnet. Darunter befinden sich große öffentliche Museen mit festen Öffnungszeiten ebenso wie kleine Privatsammlungen, die teilweise nur nach Vereinbarung geöffnet sind.

## Tabellarische Übersicht
Die Tabelle ist absteigend nach der Anzahl der ausgestellten Personenkraftwagen sortiert, und bei gleicher Anzahl alphabetisch aufsteigend nach Ort. In der Spalte Stand ist das Jahr angegeben, auf das sich die Angaben Anzahl ausgestellter Pkw und Besondere Pkw beziehen. Die Auflistung in der Spalte Besondere Pkw erfolgt alphabetisch.
| Name des Museums                                            | Ort                                         | Beschreibung                                                         | Anzahl ausgestellter Pkw | Stand | Besondere Pkw |
| ----------------------------------------------------------- | ------------------------------------------- | -------------------------------------------------------------------- | ------------------------ | ----- | --- |
| Col·lecció d’Automòbils de Salvador Claret                  | Sils                                        | Autos, Motorräder und Fahrräder                                      | 133                      | 2009  | Abadal-Buick 1923, Alba R 1915, ARH Albisa Husar Condor 1971, CID Baby Cid G 1912, Ceirano N 150 1924, David Duque de Montpensir 1917 und M 2 T 1 1954, Delfín 1956, Derby Type D 3 1922, Díaz y Grilló 1916, Eucort Victoria 1950, Hisparco 6/8 CV 1924, Ideal 6-8 HP 1917, Iso España Kabinenroller 1957, Kapi Kapiscooter 1954, Merryweather Dampfwagen 1883, Montier Roadster 1916, Motobloc Type R 1925, Munguía Goggomobil 1962, Nacional RG 6 HP 1948, Orix 620 1952, PTV 250 1956, Ricart-España 1929, Rolland-Pilain RP 11 1914, Salamanca Break 1904, Siata Turisa 1961, Sima-Violet 1925 und Ydral Tricycle 1953 |
| Museo de Historia de la Automoción, Fundación Gómez Planche | Salamanca                                   | Autos                                                                | 69                       | 2009  | Berliet MGB-2 20 CV 1926, Biscúter 200 C Ranchero Rubia 1958, Bonet Unico Dreirad 1889, Muntz Jet 52 M 1952, Pegaso Z 102 1955, Salmson VAL 3 1924, Th. Schneider 14/16 HP 1922 und Voisin C 7 1925 |
| Castillo Concejuelo                                         | San Esteban de Galdames                     | Autos, Schwerpunkt Rolls-Royce                                       | 67                       | 2009  | Allen Zweisitzer 1898, Delaunay-Belleville 1907, Hispano-Suiza K 6 1936, Isotta Fraschini Tipo 8 A 1925, Rolls-Royce 20 HP, 20/25 HP, 25/30 HP, 40/50 HP, Camargue, Corniche, Phantom I, Phantom II, Phantom III, Phantom IV, Phantom VI, Silver Cloud, Silver Dawn, Silver Shadow, Silver Spirit, Silver Wraith und Wraith |
| Museo de Automoviles Rafael Carrillo                        | Moraleda de Zafayona                        | Autos                                                                | 60                       | 2009  | Biscúter, Cadillac 60 Fleetwood 1961, Chrysler 75 1929, Citroën B 10 1924, Munguía Goggomobil, PTV 250, Seat 1400 und Simca Vedette |
| Col·lecció Ramón Magriñá i Berga                            | Masllorenç                                  | Autos und Motorräder, Besichtigung nur nach Vereinbarung             | 55                       | 2009  | Artés Campeador 1967, Aston Martin DBS Coupé 1969, Auburn 8-125 1930, Biscúter, Cadillac 30 1909, Cord L-29 1930, Delaunay-Belleville 40 HP 1922, Hispano-Suiza H 6 1928, Horch 830 B 1934, Hotchkiss 686 1938, Lagonda LG 45 1936, Napier Landaulet 1908, Pegaso Z 103 1956, Pierce-Arrow Model A 1930, Ricart 1922, Soriano-Pedroso 1920 und Winton Six 1916 |
| Museo de la Moto y el Coche Clásico de Hervás               | Hervás                                      | Autos und Motorräder                                                 | 47                       | 2009  | Biscúter 1954, Cadillac Eldorado 1972, Citroën DS 1966, DeSoto Adventurer 1960, Dodge Dart 270 1965, Munguía Goggomobil, Packard Clipper 1955, Panhard Dyna X 1950, Peugeot Typ 172 R 1926, Plymouth Valiant 1963, Pontiac Bonneville 1959, Rosengart CI 1940, Velorex Dreirad 1958, Vespa 400 1958 und Zimmer 1980 |
| Museu de l’Automòbil de Barcelona                           | Barcelona                                   | Autos                                                                | 40                       | 2003  | Jaguar XK 140, Lamborghini Miura, Maserati Mistral, Rochet-Schneider 1924 und Talbot 11 CV 1938 |
| Museu de l’Automoció Roda Roda                              | Lleida                                      | Autos und Motorräder                                                 | 39                       | 2009  | Berliet 9 CV 1925, Biscúter 200 1955, Essex 1918, Hispano-Suiza Tipo 48 1928, Renault Type NO 1926 und Whippet Six 1927 |
| Museo de Coches Antiguos Hermanos del Val                   | Andújar                                     | Autos und Motorräder, Besichtigung nur nach Vereinbarung             | 38                       | 2009  | Alldays Midget ca. 1910, Chalmers 30 1911, Clément-Bayard 1910, Delahaye Type 32 1908, Delaunay-Belleville 1907, Hispano-Alemán Mallorca, International Harvester 1902, Itala 100 CV 1913, Mercer 35 B Runabout, Métallurgique 18 HP 1911 und TVR Grantura 1965 |
| Museo de la Fundación Cultural RACE                         | San Sebastián de los Reyes                  | Autos, Besichtigung nur nach Vereinbarung                            | 25                       | 2009  | Austin Victoria 1972, Biscúter 200 1957, Delahaye Type 1 1899, Delaunay-Belleville 1907, Dodge Dart 1966, Dyke 1901, Fiat Zero 1914, Hispano-Suiza Tipo 49 1926, Iso España Kabinenroller 1957, Mercedes Simplex 1903, Panhard & Levassor Type A1/A2 1901, PTV 250 1957, Rochet Frères 4 ½ PS 1903 und Siata 850 Tarraco 1966 |
| Museu de la Ciència i de la Tècnica de Catalunya            | Terrassa                                    | Technikmuseum mit Autos                                              | 23                       | 2003  | Biscúter 200 1956, Delfín JFC Dreiradlieferwagen, Dodge Dart 270 1966, Hispano-Suiza 1918, Hupmobile 1912, Iso España Kabinenroller, Locomobile H-3 1899, Munguía Goggomobil 1963, PTV 250 1959 und Seat 800 1964 |
| Col·lecció Francesc Sais                                    | Palau Sator                                 | Autos und Motorräder                                                 | 13                       | 2009  | Citroën 5 CV 1923, Dodge Dart 1965 und Seat 1500 1965 |
| Museu de la moto – Col·lección Vicenç Folgado               | L’Escala                                    | einige Autos, viele Motorräder                                       | 11                       | 2009  | Citroën 5 CV 1925, Ford Falcon 1964, Maplex Buggy 1985 und Renault Ondine |
| Museo-Colección de Vehículos Históricos                     | Guadalest                                   | einige Autos, viele Motorräder                                       | 7                        | 2009  | Alpine A 108, Biscúter 200 1956, Iso España Kabinenroller, Kapi Jip 1955, Munguía Goggomobil 1965 und Vespa 400 1957 |
| Museo Nacional de Ciencia y Tecnología                      | Madrid                                      | Technikmuseum mit Autos                                              | 3                        | 2003  | Fiat-Abarth Sport Spider 1968 und Panhard & Levassor Type X19 1915 |
| Fundación Eduardo Barreiros                                 | Valdemorillo                                | Autos der Marken Dodge und Simca, Besichtigung nur nach Vereinbarung | 3                        | 2003  | Dodge Dart 270 GL 1964 und Simca 1000 GLE 1965 |
| Museu de la Tècnica de l’Empordà                            | Figueres                                    | Technikmuseum mit einem Auto                                         | 1                        | 2009  | Hispano-Suiza 15–20 HP 1908 |
| Museo Automovilístico de Málaga                             | Málaga                                      | Autos                                                                |                          |       | |
| Museu de Cotxes d’Època Marc Vidal                          | Riudoms/Reus                                | Autos, Motorräder, Flugzeuge und Automobila                          |                          |       | Alpine A 108 und A 110, Chevrolet Corvette, Citroën C4, Ford Modell T 1914 und Thunderbird, MG A, Renault 5, Rolls-Royce Silver Cloud und Seat 600 |
| Museo del Automóvil de Tenerife                             | Adeje auf Teneriffa                         | Autos                                                                |                          |       | |
| Museo de Automóviles Antiguos de las Palmas                 | Las Palmas de Gran Canaria auf Gran Canaria | Autos                                                                |                          |       | |
| Fundación Melilla Ciudad Monumental                         | Melilla                                     |                                                                      |                          |       | |